# Istituto per la scienza dell'amministrazione pubblica
L'Istituto per la scienza dell'amministrazione pubblica, acronimo ISAP, è stato un ente pubblico italiano per le ricerche sulle problematiche della pubblica amministrazione istituito a Milano.

L'Ente è stato sciolto nel 2023.

## Storia
L'Istituto venne fondato a Milano, congiuntamente, dal Comune e dalla Provincia alla fine del 1959 e successivamente riconosciuto con DPR 18 agosto 1964, n. 1268 ed i risultati delle prime attività si concretizzarono nel 1962   con:
- la ricerca scientifica multi-disciplinare dei problemi amministrativi, con la collaborazione collegiale di esperti nel quadro della moderna scienza dell'amministrazione, per contribuire alla loro soluzione pratica
- la formazione e l'addestramento, attraverso la suddetta ricerca scientifica, del personale delle amministrazioni pubbliche
- la raccolta e l'amministrazione delle informazioni che vengono condivise anche con enti similari
- la pubblicazione di studi, ricerche, atti e documenti concernenti le attività sopraindicate.

La fondazione dell'Istituto seguì la conclusione dei lavori del primo convegno di studio di scienza dell'amministrazione, tenutosi a Varenna il 26-29 settembre 1955.
L'organizzazione iniziale dell'Istituto, incorporata nello statuto del 18/3/1962, si articolava per dipartimenti corrispondenti alle principali discipline della  moderna scienza dell'amministrazione, cioè: tipologia e storia della pubblica amministrazione, diritto amministrativo, economia e finanza pubblica, amministrazione pubblica comparata, sociologia e psicologia applicate alla pubblica amministrazione.
Primo presidente dell'ente fu Feliciano Benvenuti.
Gianfranco Miglio ne fu vice-direttore generale.
L'Isap ha prodotto studi e ricerche per l'elaborazione politica dell'impianto Regionale nel Paese e della rielaborazione della Costituzione (titolo V) in tema di  autonomie e sussidiarietà. Le ulteriori elaborazioni sulle  aree metropolitane hanno, anche recentemente, contribuito alla discussione politica nazionale, peraltro ancora in corso.
La ricerca dell'Istituto viene attualmente coordinata da Ettore Rotelli ordinario all'università di Bologna, nella sua veste di direttore scientifico.
L'Istituto pubblica la rivista Amministrare e l'annale Storia Amministrazione Costituzione.
La produzione scientifica dell'Istituto è reperibile sul sito ufficiale.
L'Istituto gestisce anche una biblioteca specializzata.